# هارزه‌وینکل
شهر هارزه‌وینکل در ایالت نوردراین-وستفالن در کشور آلمان واقع شده است.